# 내 인생 특별한 숲속 여행
《내 인생 특별한 숲속 여행》(영어: Hunt for the Wilderpeople)은 뉴질랜드에서 제작된 타이카 와이티티 감독의 2016년 모험 코미디 드라마 영화이다. 샘 닐, 줄리언 데니슨 등이 출연하였고, 카슈 닐 등이 제작에 참여하였다.

## 줄거리
뉴질랜드에서 여러 위탁 가정을 전전해온 리키는 벨라와 남편 헥터의 집에서 살게 되면서 벨라와 정이 들어 이곳을 자신의 집으로 여기게 된다. 그러나 헥터는 사냥에만 전념하며 리키에게 도통 관심을 보이지 않는다.
벨라가 사망하고 아동 복지 담당관이 새 위탁 가정을 알아보겠다는 통지 공문을 보내자 리키는 헥터와 벨라의 헛간을 태워 본인의 자살을 위장하고 숲으로 도망친다. 리키를 찾아낸 헥터는 함께 집으로 돌아가던 중 발목을 다치고, 헥터의 발목이 나을 때까지 두 사람은 어쩔 수 없이 숲속에 머무른다. 그 사이 잿더미가 된 헛간과 두 사람의 부재를 바탕으로 헥터가 리키를 납치했다고 믿게 된 당국은 지명 수배를 내린다.

## 출연
- 샘 닐 - 헥터 포크너 역
- 줄리언 데니슨 - 리키 베이커 역
- 리마 테 위아타 - 벨라 포크너 역
- 레이철 하우스 - 폴라 홀 역
- 티오레오레 잉아타이멜버른 - 카후 역
- 리스 다비 - 사이코 샘 역
- 오스카 카이틀리
- 타이카 와이티티

## 기타 제작진
- 미술: 존 리스고
- 의상: 크리스틴 세스